# كريستوفر كوبولا
كريستوفر كوبولا (بالإنجليزية: Christopher Coppola)‏ هو كاتب سيناريو ومنتج أفلام ومخرج وممثل أمريكي، ولد في 25 يناير 1962 في لوس أنجلوس في الولايات المتحدة.

## أعمال

### أفلام
- (1993) ديدفل
- (2017) أرسنال

## وصلات خارجية
- كريستوفر كوبولا على موقع IMDb (الإنجليزية)
- كريستوفر كوبولا على موقع ألو سيني (الفرنسية)
- كريستوفر كوبولا على موقع أول موفي (الإنجليزية)
- كريستوفر كوبولا على موقع قاعدة بيانات الأفلام السويدية (السويدية)
- كريستوفر كوبولا على موقع قاعدة بيانات الفيلم (الإنجليزية)
- كريستوفر كوبولا على موقع كينوبويسك (الروسية)